# ویوسکا (استان لهستان بزرگ‌تر)
ویوسکا (به لاتین: Wioska) یک روستا در لهستان است که در گمینا راکونگویتسه واقع شده‌است.